# 안도 고즈에
안도 고즈에(일본어: 安藤 梢, 1982년 7월 9일~)는 일본의 여자 축구 선수이다. 현재 우라와 레드 다이아몬즈 레이디스 소속으로 뛰고 있다.

## 국가대표팀 경력

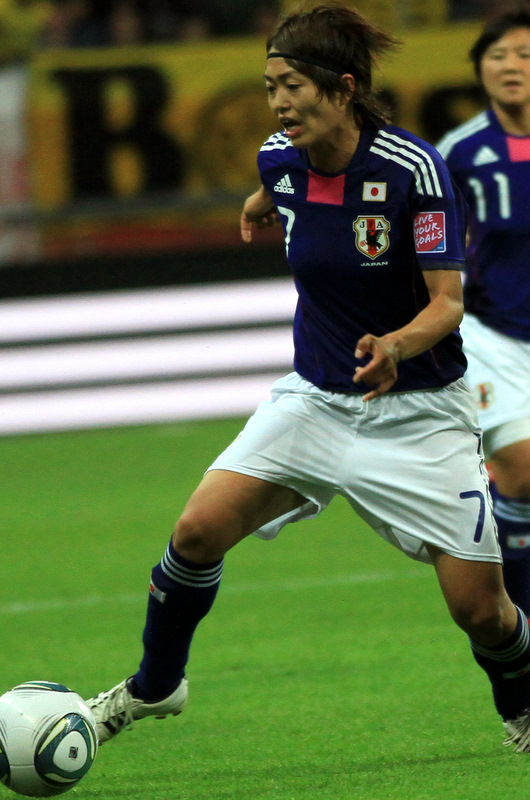
2011년 FIFA 여자 월드컵 경기 당시의 안도

1999년 3월에 처음으로 일본 국가대표팀에 발탁되었으며, 같은 해 6월 26일 노르웨이와의 월드컵 경기를 통해 A매치에 데뷔했다. 4번의 FIFA 여자 월드컵, 2번의 하계 올림픽에도 출전했다. 2011년 FIFA 여자 월드컵 우승, 2015년 FIFA 여자 월드컵 준우승, 2012년 올림픽 은메달 획득에 기여. 안도는 2015년까지 A매치 126경기에 출전해서 19득점을 넣었다.

## 통계
| 일본 | 일본 | 일본 |
| 연도 | 출전 | 득점 |
| ---- | ---- | ---- |
| 1999 | 1    | 0    |
| 2000 | 5    | 0    |
| 2001 | 0    | 0    |
| 2002 | 5    | 0    |
| 2003 | 1    | 2    |
| 2004 | 6    | 1    |
| 2005 | 9    | 1    |
| 2006 | 16   | 3    |
| 2007 | 9    | 0    |
| 2008 | 16   | 3    |
| 2009 | 3    | 1    |
| 2010 | 8    | 6    |
| 2011 | 18   | 0    |
| 2012 | 13   | 0    |
| 2013 | 5    | 1    |
| 2014 | 4    | 0    |
| 2015 | 7    | 1    |
| 통산 | 126  | 19   |